# Dirc van Delf
Dirc van Delf, ook wel geschreven als Dirk van Delft (Delft, ca. 1365 – 1404) was een Nederlands theoloog en schrijver.
Deze dominicaan was afkomstig uit het Utrechtse Predikherenklooster en werd hofkapelaan van Albrecht van Beieren en later doctor in de theologie (‘meester in der Godheyt’) en professor in Erfurt. Zijn hoofdwerk is het catechetische boek Tafel van den Kersten Ghelove, een weergave van het christelijk geloof in de wereld. Het werk was in de middeleeuwen geliefd en wordt niet alleen geroemd omdat het een tamelijk volledig overzicht van het onderwerp bevat, maar ook om zijn literaire kwaliteit.
De receptiehistoricus F.P. van Oostrom bespreekt Van Delft in zijn dissertatie Het woord van eer. Literatuur aan het Hollandse hof omstreeks 1400 en kwalificeert in een artikel diens hoofdwerk als volgt:
Ofschoon het werk is geschreven in een prozastijl die tot de fraaiste van onze middeleeuwen behoort, gaat het hier niet om literatuur in de moderne zin van het woord. De Tafel, opgezet in de tweeluikvorm van Winsterstuc en Somerstuc, biedt een encyclopedisch overzicht van de goddelijke schepping (inclusief moraaltheologie) zoals die in de ogen van de zeergeleerde dominicaan Dirc van Delft […] in elkaar stak.
Volgens C.G.N. de Vooys hechtte Dirc van Delf zelf aan een levendige schrijfstijl en wilde hij de wetenschap van zijn tijd encyclopedisch weergeven voor leken. De Vooys citeert Van Delf, die schrijft: ‘want ic nu mit desen boec wairlike lude leren wil’ en stelt dat het geven van onderwijs Van Delfs lust en leven is. De Vooys signaleert een betrekkelijk veelvuldig gebruik van neologismen, aandacht voor woordklank en ritme en een subtiel gebruik van rijmproza.